# You Already Know
You Already Know é uma canção gravada pela cantora norte-americana Fergie para seu segundo álbum Double Dutchess e contém a participação da rapper trinidiana Nicki Minaj. Foi lançada em 25 de agosto de 2017, juntamente com o single promocional Hungry como o quarto single do álbum e enviada para as rádios Mainstream e Rhythmic em 12 de Setembro de 2017.

A faixa contém demonstrações de "It Takes Two" de Rob Base and DJ E-Z Rock, "Think (About It)" de Lyn Collins e interpolações de "Warm It Up, Kane" e Set It Off" de Big Daddy Kane.

## Composição
You Already Know é descrita como uma faixa com influências house da década de 90. Foi escrita por Fergie, Nicki Minaj e will.i.am, 
o verso de Nicki Minaj contém uma referência ao seu ex-namorado Meek Mill.. 

Foi produzida por Fergie, willi.am, Aubrey "Big Juice" Delaine, Joel Metzler e Venus Brown que produziu o interlúdio ao final da canção.

## Videoclipe
O Vídeo estreou em 12 de Setembro de 2017 e contém a participação da rapper Nicki Minaj, o vídeo a apresenta jogando vários jogos competitivos, foi dirigido por Bruno Ilogti
Ao Programa etalk ela falou sobre o vídeo e sobre como foi trabalhar com Nick Minaj:
| “ | Foi ótimo. Ela é muito parecida comigo, somos muito detalhistas com nosso trabalho, nós editávamos o que estávamos fazendo, mexendo em algo ali, outra coisa aqui. Eu amei isso! consigo entender porque ela é assim. A música é muito Nicki e eu, nós duas juntas, sem competição, é #girlboss, é um hino de mulheres fodonas. Usamos roupas empoderadoras no vídeo, somente ela e eu, mandando ver. Unindo forças! E trabalhar com ela foi divertido, ela é engraçada, me dei muito bem com ela. Nicki sabe o que quer, respeito isso, sou do mesmo jeito. E foi incrível. | ” |

## Faixas e formatos
| Download digital - Interlude Version |                                        |         |  |
| N.º                                  | Título                                 | Duração |  |
| 1.                                   | "You Already Know (feat. Nicki Minaj)" | 6:28    |  |

| Download digital - Single Version |                                        |         |  |
| N.º                               | Título                                 | Duração |  |
| 1.                                | "You Already Know (feat. Nicki Minaj)" | 4:08    |  |